# Victor Palciauskas
Vytautas (Victor) Palciauskas (Kaunas, Litouwen, 3 oktober 1941) is een Amerikaans schaker.
Kort na de Tweede Wereldoorlog verhuisde Palciauskas naar Duitsland en in 1949 emigreerde de familie naar Chicago. Hij was later hoogleraar in de theoretische natuurkunde aan de Universiteit van Illinois te Urbana-Champaign. Palciauskas leerde van zijn oom schaken toen hij vijf jaar oud was en een tiental jaren later ontwikkelde hij zich tot een sterke jeugdspeler. Na 1950 ging zijn voorkeur uit naar het correspondentieschaak en in 1983 werd hij grootmeester ICCF. In 1984 ten slotte werd hij wereldkampioen.